# Anacyclus clavatus
Anacyclus clavatus é uma espécie de planta com flor pertencente à família Asteraceae. 
A autoridade científica da espécie é (Desf.) Pers., tendo sido publicada em Syn. Pl. 2: 465. 1807.
Os seus nomes comuns são pão-posto, pimposto ou pimposto-branco.

## Portugal
Trata-se de uma espécie presente no território português, nomeadamente em Portugal Continental.
Em termos de naturalidade é nativa da região atrás indicada.

## Protecção
Não se encontra protegida por legislação portuguesa ou da Comunidade Europeia.